# Grotte de l'Abîme
Ne doit pas être confondu avec Caverne de l'Abîme.
La grotte de l'Abîme ou grotte de Comblain est un site touristique qui se situe en Wallonie à Comblain-au-Pont, dans la province de Liège (Belgique).

## Localisation
L'entrée de la grotte se trouve à la sortie du village . Plus précisément au bout de la bien nommée « rue des Grottes » (46).

## Géologie
Le site de la grotte de Comblain se trouve à la limite des régions géologiques du Condroz et de la Famenne sur le versant ouest de l'Ourthe.
Formée il y a plusieurs millions d'années par le ruissellement de torrents et ensuite sculptée par l'infiltration des eaux de pluie à travers le calcaire, la grotte ne fut découverte qu'en 1900 lorsqu'un chien tomba dans un abîme et que sa propriétaire, une gamine du village, alerta les autorités.

## Description

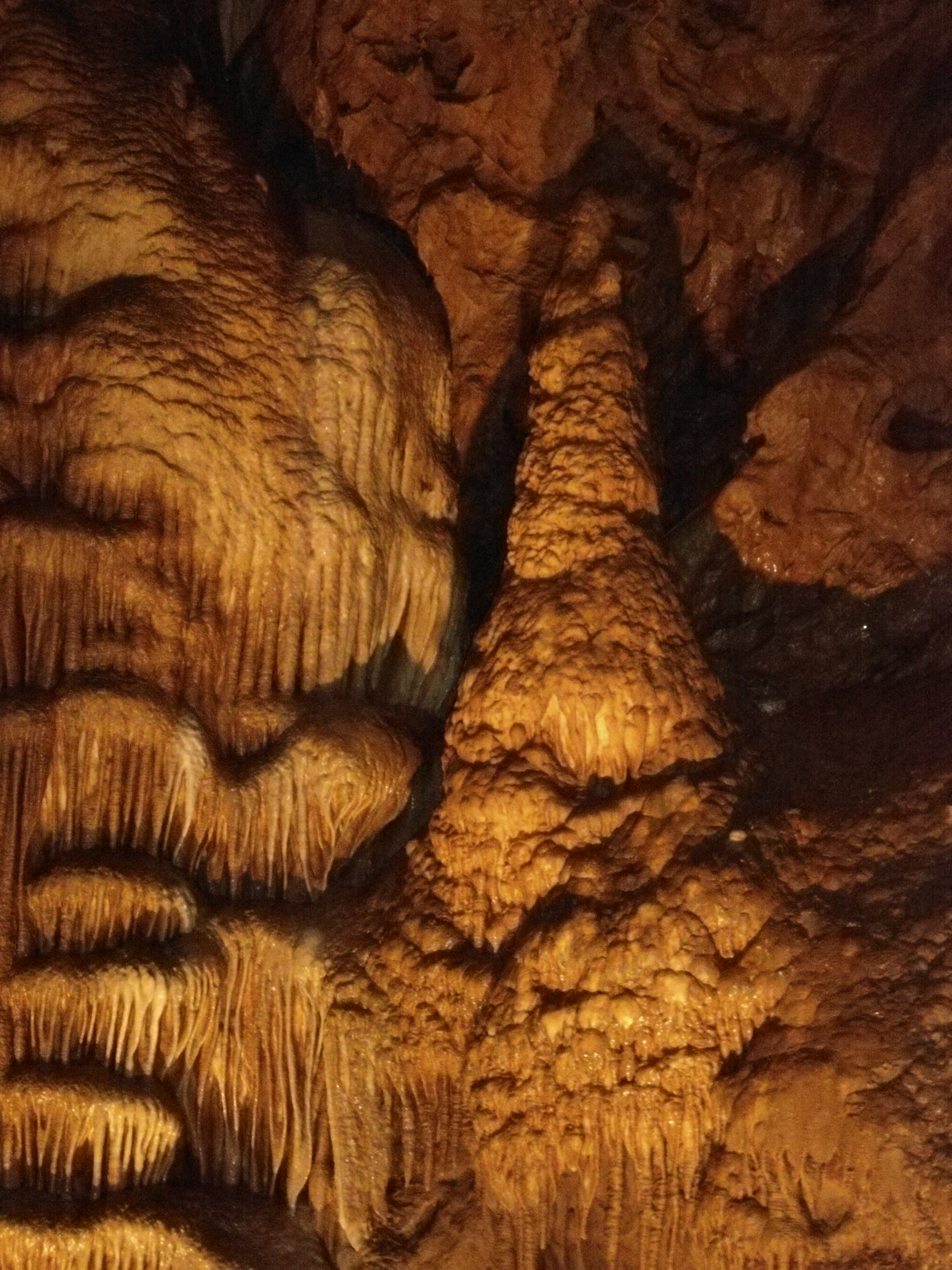
Grotte de l'Abîme: draperie et statue de la Vierge

La grotte de l'Abîme, comme son nom l'indique, est une cavité naturelle qui descend dans les profondeurs de la terre. L'abîme qui a donné son nom à la grotte est un gouffre de 22 m de hauteur.
Bien aménagée et de nouveau ouverte au public depuis une quinzaine d'années, la grotte de l'Abîme fait découvrir au visiteur de nombreuses salles reliées par des galeries.
Un éclairage approprié souligne les variétés de couleur et de forme des stalactites, stalagmites, fistuleuses, gours et autres draperies (plissements verticaux formés le long des parois de la grotte). L'abîme proprement dit, la salle de la cascade, la tête du dinosaure, Saint-Nicolas, la Vierge Marie et bien d'autres formations calciques sont au programme de la visite.
La température de la grotte est constante et avoisine les 10 degrés.
La faune est présente dans la grotte comblinoise. En effet, de nombreuses chauves-souris d'espèces différentes y ont élu domicile pour leur hibernation. Une gestion écologique protège ces petits mammifères (une partie de la grotte est inaccessible au public et la taille des groupes est réduite pendant l'hibernation).

## Tourisme
Des visites guidées ont lieu du 15 juin au 15 septembre ainsi que pendant les congés d'automne (11h - 13h - 14h30 - 16h - Durée : 75min.). Le reste de l'année, la visite du site est également possible sur réservation (min. 15 jours avant la date de votre choix).
Après un petit exposé didactique expliquant la formation de la grotte à l'aide de maquettes originales, la visite peut commencer.
Pas moins de 640 marches sont au menu du visiteur pour une balade souterraine d'une heure et quart en compagnie d'un guide bilingue français - néerlandais (anglais également possible sur réservation).